# Астара (шахрестан)
Шахрестан Астара (перс. شهرستان آستارا, тал. Вилојәт Осторо) — шахрестан остана Гилян в Иране.
Административный центр — город Астара.

## География
Область располагается в северо-западной части страны на севере провинции Гилян. На карте Ирана можно увидеть, что восточная граница шахрестана проходит вдоль Каспийского моря, а западная — вдоль Талышских гор, гранича с провинцией Ардабиль. На юге область граничит с шахрестаном Талыш. В 2 км к северу от административного центра, города Астара, проходит река Астарачай, служащая естественной границей между Ираном и Азербайджаном. В 6 км к северу от Иранского города Астара расположен Азербайджанский город Астара.

## Климат
Климат для Астары характерен влажный, субтропический и горный климат. Здесь намного прохладнее, чем в других городах провинции. Этому способствует близость Каспийского моря и Талышских гор. Максимальная температура воздуха (+29,4 °C) регистрируется в июле, а минимальная (+2,7 °C) — в феврале. За год в Иранской Астаре выпадает 1380 мм осадков. Самым влажным месяцем считается март, а самым сухим — июль.

## История
До 1963 года данная область являлась бахшем шахрестана Ардебиль провинции Восточный Азербайджан. В 1963 году Астара была отделена от провинции Восточный Азербайджан и присоединена к Гиляну, став шахрестаном.

## Административное деление
В 1998 году шахрестан был административно поделён на 2 бахша: Маркази и Левендвиль. Бахш Маркази расположен на севере и состоит из дехестанов Вирмуни и Хейран. Бахш Левендвиль расположен на юге шахрестана и состоит из дехестанов Чельвенд и Левендвиль.

## Население
В 1976 году население шахрестана составляло 35 945 человек, а к 2006 году выросло до 79 746. Городское население составляет 59,2 % от общего населения шахрестана, а сельское — 40,8 %. Городское население проживает в городе Астара и городке Левендвиль.
Астара является наиболее тюркизированной частью иранского Талыша.
- Этнические группы: основным населением области являются талыши. Также в разной пропорции присутствуют азербайджанцы, персы, русские[источник не указан 284 дня].
- Религия: ислам шиитского толка, ислам суннитского толка[источник не указан 284 дня].
- Языки: персидский, талышский, азербайджанский[источник не указан 284 дня].